# Josef Navrátil, továrna na knoflíky a perleťové zboží
Josef Navrátil, továrna na knoflíky a perleťové zboží byla knoflíkářská firma, která fungovala v letech 1922-1948 na Pouchově. V Hradci Králové měla jen své sklady.

## Historie
Koncem 20. let v perleťářství pracovalo na Královéhradecku a Nechanicku pět podniků, z nichž nejvýznamnějšími byli Karel Macoun, Josef Navrátil a spol. a Josef Hein. Navrátilova továrna na knoflíky a perleťové zboží byla zřízena na Pouchově v čp. 112 a 35, jež patřily továrníku Josefu Valcovi, který zemřel 1. září 1923. Začalo se v ní pracovat již 1. dubna 1922 a tehdy zde bylo zaměstnáno 12 dělníků. O 2 roky později jich bylo již 48.
V závodě se zpracovávala přírodní i umělá rohovina a perleť. Vyráběny byly obyčejné, manžetové i módní knoflíky, z perleti či galalitu, a jiné módní artikly, např. spony, přasky aj. Polovina produkce byla vyvážena do zahraničí, zejm. do Skandinávie, Beneluxu, Francie, Švýcarska, Portugalska, Německa, Itálie, Balkánského poloostrova a severní Afriky.
Kvůli tísnivé situaci, jež byla způsobena světovou hospodářskou krizí, byla továrna v listopadu 1931 navštívena zloději a následujícího roku byla nucena nejprve omezit a poté zastavit výrobu. Ta byla obnovena až v dubnu 1933. V roce 1938 však Navrátilova knoflíkárna v čp. 35 zanikla, ale firma existovala dál až do doby, kdy byla znárodněna, což dokazuje inzerát v Pochodni ze 24. února 1948. V době její existence se jí nevyhnuly různé problémy, z nichž nejvýraznějším byl ten, který se udál v roce 1939, kdy byla továrna podvedena Stanislavem Kutým z Nové Dědiny u Litovle, který od ní odebral 200 veletuctů košilových knoflíčků za 1 400 K, aniž je zaplatil.